# Fólkaflokkurin
El Partit del Poble o Hin føroyski fólkaflokkurin - radikalt sjálvstýri (Partit Feroès Popular-Radical per l'Autogovern) és un partit polític conservador a les illes Fèroe, liderat per Anfinn Kallsberg. El partit està afiliat a la Unió Internacional Demòcrata.
A les últimes eleccions del 20 de gener de 2004, el partit va obtenir el 20,6% del vot popular i 6 dels 32 escons. El partit tradicionalment ha defensat una gran autonomia per a les Illes Fèroe, però el 1994 es mostrà partidari de la total independència de l'arxipèlag en coalició amb els partits Tjóðveldisflokkurin i Sjálvstýrisflokkurin.